# Fulvio
Fulvio est un prénom masculin italien d'origine latine
Pour les personnes portant ce prénom, voir les articles commençant par « Fulvio ».

## Autres
- (11465) Fulvio est un astéroïde de la ceinture principale.
- Di Fulvio